# دهن تقابلي

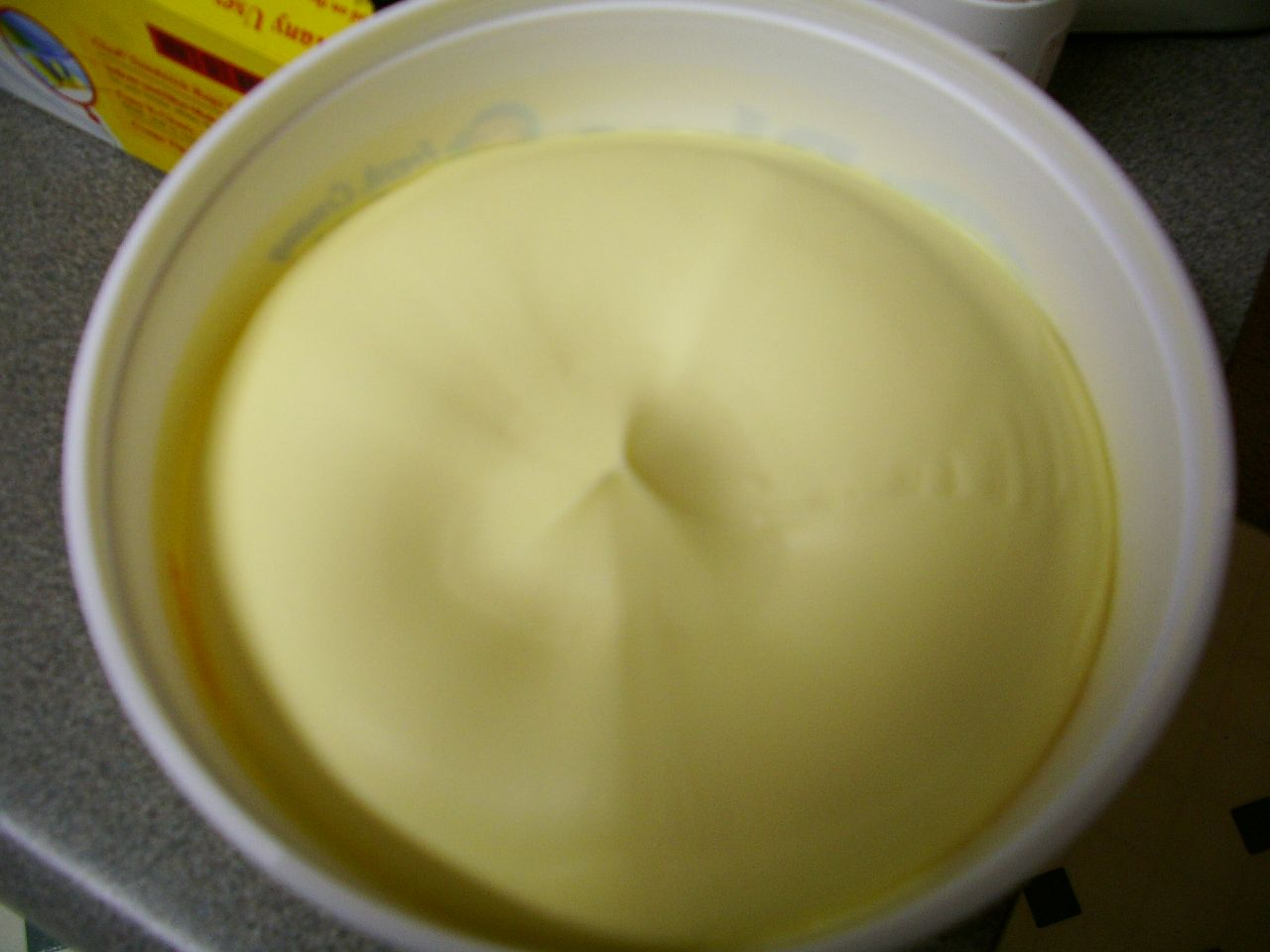
السمن النباتي، منتج معروف بإمكانه أن يحتوي على دهون تقابلية

الدهون التقابلية (بالإنجليزية: Trans fat) (ترانس فاتس أو الدهون المتحوّلة) هو اسم شائع لنوع من الدهون غير المشبعة والتي تحتوي على متزامر تقابلي للحمض الدهني. الدهون التقابلية يمكن أن تكون دهون أحادية أو دهون عديدة اللاإشباع.
معظم الدهون التقابلية في الوقت الحالي تنتج صناعيا عن طريق هدرجة الزيوت النباتية. وقد بدأت هذه الصناعة في أوائل القرن العشرين وتم إنتاج أول نوع من الدهون التقابلية في عام 1911 تحت اسم كريسكو. والهدف هنا من عملية الهدرجة هو إضافة ذرة هيدروجين إلى الدهون غير المشبعة لجعلها أكثر من حيث درجة عدم التشبع. وهذه الدهون التقابلية ترتفع نقطة انصهارها مما يجعلها جذابة لصانعي الأطعمة والمخابز حيث تزيد من فترة الاحتفاظ بالأغذية دون أن تتلف. من تلك المنتجات نجد الكعك والباجل والشيبس والبطاطس المحمرة والبرومفريت. وهناك نوع آخر من الدهون التقابلية يسمى حمض الفاكسينيك، وهو يستخدم في صناعة منتجات اللحوم والألبان.
تأثير الدهون التقابلية على الصحة جسيمة فهي ترفع من معدل الكولسترول
LDL في الدم. وبذلك تكون من مسببات انسداد الشريان التاجي للقلب (فهي تسبب تصلب الشرايين وتؤدي إلى السكتة القلبية).
لهذا يجب تقليل أكل تلك المنتجات للمحافظة على الصحة.

## التسمية

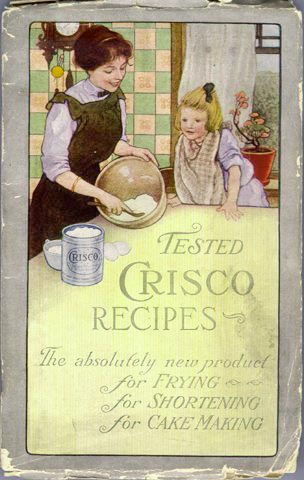
غلاف كتاب كريسكو للطهي، 1912

يطلق مصطلح دهون تقابلية وأحيانا يقال لها دهون تحويلية أو محولة، ويرجع ذلك لوجود كلمة Trans وفي حقيقة الأمر فإن هذه الكلمة جاءت هنا ليس للدلالة على التحول ولكن للإشارة إلى معنى التماثل.
بداية ينبغي أن نعرف دلالة مصطلح مشبع وغير مشبع وهي تدل على درجة تشبع جزيء الحمض الدهني (أو أي مركب هيدروكربوني آخر) بالهيدروجين. في الحمض الدهني المشبع كل الأماكن الشاغرة ملئت، وفي الحمض الدهنى غير المشبع توجد روابط ثنائية، تسمح بضم ذرات هيدروجين اضافية. إذا كانت الرابطة الثنائية وحيدة، فان الحمض الدهني يسمى غير مشبع أحادي، واذا كانت الرابطة الثنائية اثنتين أو أكثر فيسمى غير مشبع متعدد.
وهنا من المهم جدا ان تكون الأحماض الدهنية غير المشبعة الطبيعية موجودة في هيئة فراغية معينة أي الشكل المقرون Cis Form. في الشكل المقرون تكون ذرات الهيدروجين في الرابطة الثنائية مرتبة في جهة واحدة من الهيكل الكربوني، لهذا السبب يلتوي الجزيء في هذا المكان. في الشكل المقرون للحمض الدهني يوجد شكل متحول - متشابه التركيب - صنو، وجزيء هذا الشكل المتحول يتميز بأن ذرات الهيدروجين في الرابطة الثنائية مرتبة في جهتين متماثلتين من الهيكل الكربوني. في مثل هذه الهيئة جزيء الحمض الدهني يكون شكله مستقيما وليس ملتويا. بسبب الهيئة غير المناسبة فإن الأحماض الدهنية الموجودة في الشكل المتحول (الدهون المتحولة) غير قادرة كما يجب أن تؤدي وظائفها في تكوين البنى الحيوية.

## الكيمياء
| رسم بياني يوضح التركيب الجزئي لأحماض دهنية مختلفة               | رسم بياني يوضح التركيب الجزئي لأحماض دهنية مختلفة                                                           | رسم بياني يوضح التركيب الجزئي لأحماض دهنية مختلفة                                                              |
| دهون مشبعة                                                      | Cis-حمض دهني غير مشبع                                                                                       | دهن تقابلي-حمض دهني غير مشبع                                                                                   |
| --------------------------------------------------------------- | --- | --- |
|                                                                 | | |
| ذرات كربون مشبعة (كل منها بذرتي هيدروجين) يرتبطان برابطة أحادية | ذرتي كربون غير مشبعة (كل منهما مرتبط بذرة هيدروجين)؛ ذرتي الكربون مرتبطتان برابطة ثنائية Cis configuration. | ذرتي كربون غير مشبعة (كل منهما مرتبط بذرة هيدروجين)؛ ذرتي الكربون مرتبطتان برابطة ثنائية. Trans configuration. |

| حمض الزيتيك                                                                                  | حمض الإلايديك                                                                                      |
| -------------------------------------------------------------------------------------------- | -------------------------------------------------------------------------------------------------- |
| حمض الزيتيك هو حمض دهني غير مشبع مقابل cis يشكل 55–80% من زيت الزيتون.                       | حمض الإلايديك هو حمض دهني غير مشبع تقابلي trans كثيراً ما يتواجد في الزيوت النباتية المهدرجة جزئياً. |
|                                                                                              | |
|                                                                                              | |
| هذه الأحماض الدهنية ذات الترابط الهندسي (متماثلة كيميائياً ما عدا في ترتيب الرابطة المزدوجة). | |

## التواجد في الطعام

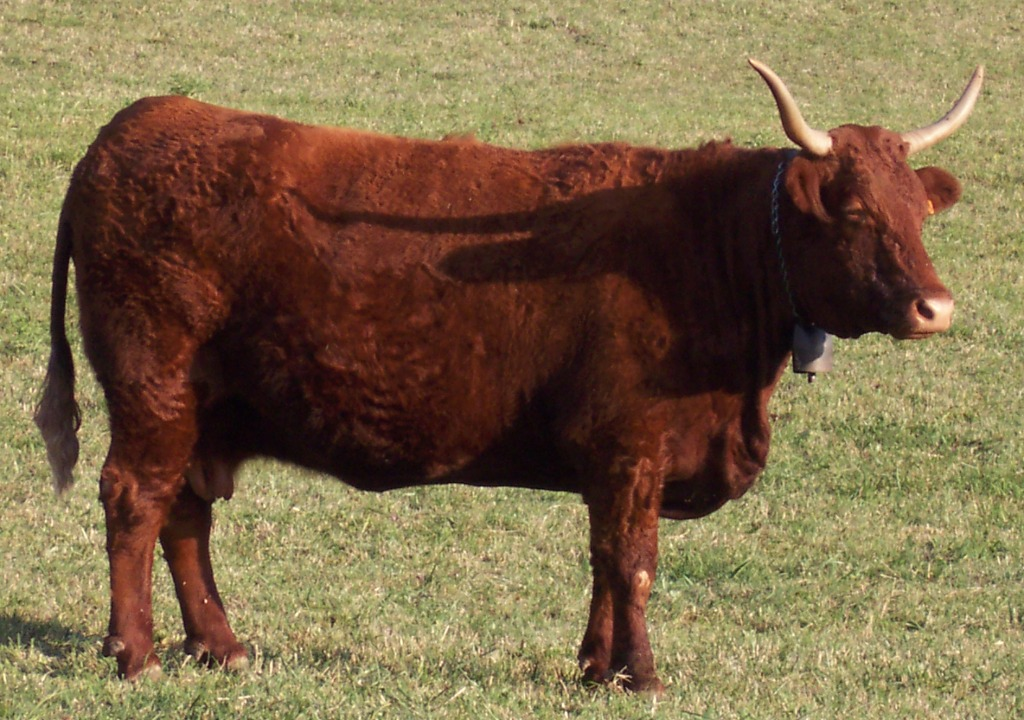
بقرة سالير. ألبان واللحوم من الأبقار والمجترات الأخرى تحتوي طبيعياً على دهون تقابلية بكميات قليلة.

تشير رابطة القلب الأميركية إلى أن مصطلح الدهون التقابلية تعني تلك النوعية من الدهون التي تتكون حينما تمر الزيوت النباتية الطبيعية في عملية كيميائية تُسمى الهدرجة. والتي يتم فيها إضافة ذرات الهيدروجين إلى جزيئات الزيوت تلك غير المشبعة.
وعملية إشباع الزيوت بالهيدروجين المقصود الرئيس منها هو إكساب تلك الزيوت النباتية الطبيعية قدرات فائقة غير طبيعية على مقاومة العوامل التي تُعجل في تأكسد الدهون وبالتالي فسادها، ما يعني أن مدة صلاحيتها ستتجاوز بمراحل عديدة جداً ما هو طبيعي منها. وتأثرها بالحرارة أو ضوء الشمس أو الهواء سيكون أيضاً أقل.
وتضيف الرابطة إن هدرجة الزيوت النباتية يجعل من السهل استخدامها في إعداد أطعمة تعيش لمدة أطول دون أن تفسد، وكذلك تُعطيها نكهة أفضل وشكلاً ذا بُنية غير قابلة للذبول. ولذا فإن الدهون التقابلية متركزة في المأكولات المقلية والـ «دونـت» والحلويات من المعجنات والمعجنات المخبوزة والمقرمشات والبسكويت وغيرها كثير.

## الوجبات السريعة أحد مصادر الدهون التقابلية
بلا مبالغة نجد تلك الزيوت المهدرجة في معظم الأطعمة ولكن تختلف نسبتها من منتج لآخر. وهناك نوعان من المنتجات هما عبارة عن زيوت متحولة بالهيدروجين: هما (المارجرين - السمن النباتي).
كما أن هناك منتجات أخرى تحتوي عليها ونستخدمها في المنزل:
- الكريمة البيضاء لتزيين الكعك (التي ليست من منتجات الألبان).
- مبيضات القهوة.
- الخبز.
- البسكويت.
- الكعك.
- تارت الفواكه.
- الحلويات، كالبسبوسة والكحك والقطائف والكنافة والمشبك.
- الرقائق التي تستخدم صباحاً.
- زبدة الفول السوداني.
- البطاطس المقلية، ونصف المقلية المجمدة.
- الوجبات السريعة المقلية.
- بعض العجائن المجمدة.

ما هي الكلمات التي تدل على أن هذا المنتج قد يحتوي على هيدروجين؟
- خال من الكوليسترول
- خال من الدهون الحيوانية
- زيوت (نباتية) مهدرجة
- زيوت (نباتية) مهدرجة جزئياً

## بدائل الدهون التقابلية
للدهون فوائد عديدة ومهمة، فهي تعطي للطعام قواماً ليناً، وتحقق للجسم الشبع، كما تحتوي على مصدر مهم لبعض الفيتامينات وتضمن استمرار إنتاج الطاقة الضرورية للجسم، ولكن مع كل هذه الأهمية يجب ألا تتعدى نسبتها من الطعام 15%.

ويقول خبراء التغذية إن مصادر الدهون اثنان، الأول حيواني ويتمثل في السمن والزبد والقشدة، والثاني نباتي ويتمثل في زيوت الذرة، عباد الشمس، بذرة القطن، زيت النخيل وزيت الزيتون.
أفضل أنواع الزيوت والتي عادة ما ينصح بها الأطباء هو زيت الزيتون (ليس بكل أنواعه بل فقط المدون عليه عصره أولى على البارد أو زيت زيتون بكر) وزيت الكانولا «زيت بذور اللفت».

## أسباب استخدام الزيوت المهدرجة
تستخدم الزيوت المهدرجة في الأطعمة لثلاثة أساب هي:
التكلفة: فالزيوت المهدرجة أرخص ثمناً من زيت الزيتون البكر وزيت جوز الهند الصحي، كما أنهما ليس لهما نفس المذاق ولا يحققان الطراوة المطلوبة.
العوامل التسويقية: لا تستطيع الزيوت النباتية الإحلال محل الزيوت المهدرجة في كل أنواع الطعام خاصة في المخبوزات، كما أن هناك عاملاً حقيقياً يرجع إلى «جهل بالمواد الموجودة في الطعام» فمعظمنا لا نقرأ لائحة المكونات، ومن يقرأها يجهل معناها، كما أن كلمة «خال من الكوليسترول» تعد كلمة سحرية، بعدها يشتري الشخص هذه المنتجات بلا تفكير وفي حقيقة الأمر هي ضارة وتحمل بداخلها أمراضاَ كثيرة.
مدة الصلاحية: تبقى الأطعمة التي تحتوي على زيوت مهدرجة لمدة أطول على الرف ولا تحتاج إلى الثلاجات لحفظها، وتحتفظ بنكهتها لمدة طويلة، كما أنها لا تكلف كثيراً بالنسبة للشحن، فهي لا تحتاج إلى الثلاجات وتتحمل الظروف القاسية أحياناً دون أن تفسد، لذا تستخدمها المصانع أحياناً دون الحاجة إلى وجودها في الطعام.

## المستوى المسموح بتناوله من هذه الأطعمة
تسمح بريطانيا بتناول كحد أقصى 4.4 جرام للنساء و5.6 للرجال، ولكن هل تعلم أن وجبة من الدجاج المقلي والبطاطس تحتوي على 4 جرامات من الزيوت المهدرجة (وتعد وجبة واحدة في اليوم).

## المخاطر الصحية
إن الأدلة العلمية الطبية تشير إلى أن تناول الدهون المتحولة يرفع من نسبة الكوليسترول الخفيف الضار بالجسم، ويُقلل من نسبة الكوليسترول الثقيل المفيد للجسم وهذا يتسبب في إصابة الشرايين بمرض تصلب الشرايين وظهور ترسبات الكوليسترول السادّة في أجزائها، الأمر الذي يُؤدي إلى أمراض شرايين القلب والسكتة الدماغية.
ومن الناحية الصحية فإنه لا يُعلم حتى اليوم أي فائدة من تناول هذا النوع من الدهون، بل على العكس فإن كل المُؤشرات العلمية الطبية تتحدث عن مضارها على صحة الإنسان. ولذا يحرص أطباء القلب وغيرهم على النصيحة بتجنب تناولها وتناول الأطعمة المحتوية عليها أسوة بتحذيرهم من تناول الدهون المشبعة والكوليسترول. لكن الفارق في التحذير أن ثمة منافع للإنسان من تناول الدهون المشبعة والكوليسترول بكميات قليلة، بخلاف الدهون المتحولة الدخيلة على حياة الإنسان وطعامه، والتي لا قيمة أو منفعة منها البتة.

### أمراض الشريان التاجي
بالإضافة إلى ما ذكرناه بالنسبة لانسداد الشريان التاجي للقلب، فإن كثرة تناول أطعمة تحتوي على دهون تقابلية (المحمرات والمقليات) تؤثر بصفة عامة على تكلس كل شرايين وأوردة الجسم مما يقلل من مرور الدم في الأعضاء فتقل كفاءتها، مثل الكلى والرئتين؛ فتأثيرها قد يسبب تسمم في الدم.
لهذا فإن الاتحاد الأوروبي أصدر توجيها بتحديد كمية الدهن التقابلي في الغذاء بحيث لا يزيد عن 2% من السعرات المتناولة في الغذاء يوميا، وهذا ما يعادل 5 جرام منها يوميا.".

### تأثيرات أخرى
- السرطان
- مرض السكر
- السمنة
- اختلال وظائف الكبد
- العقم

## الاستجابة العامة

### الدنمارك
كانت الدنمارك هي أول دولة بدأت في وضع قانون لتنظيم استخدام الدهون التقابلية في المنتجات الغذائية وذلك في سنة 2003. ووضعت نسبة لاستخدامه تقدر 2% من جملة الدهون المستخدمة في الطعام. يجب ملاحظة أن تلك النسبة يجب أن تكون سارية على المكونات الأساسية وليس المنتج النهائي.

### سويسرا
إتبعت سويسرا خطى الدنمارك بخصوص قانون حظر استخدام الدهن التقابلي ووضع نسبة لدخوله في الصناعات الغذائية وبدأت في تنفيذ هذا القانون في إبريل 2008.

### الإتحاد الأوروبي
طلبت الهيئة الأوروبية للسلامة على الأغذية استصدار رأي علمي بخصوص الدهون التقابلية.

### المملكة المتحدة
تحذيرات بريطانية من مؤسسة علوم وتقنية الأغذية البريطانية عند تحديثها للنشرات الخاصة بالدهون المتحولة، باعتبارها كما تقول المؤسسة حرفياً أحد أشد المواضيع سخونة في عالم صناعة الغذاء هذه اللحظات.
وتضمنت النشرة التأكيد على صحة المعلومات الطبية المتنامية والمتفق عليها عالمياً حول كون الدهون المتحولة مواد غير صحية، ما يفرض على أوساط صناعة الأغذية قطع إنتاجها وتوفيرها للمستهلكين ما أمكن. وأكدت أن الدهون المتحولة مثلها مثل الدهون المشبعة في خطورة تسببها في ارتفاع نسبة الكوليسترول الخفيف في الدم، ما يرفع بشكل تلقائي احتمالات خطورة الإصابة بأمراض شرايين القلب والدماغ وباقي أجزاء الجسم. وأعادت المؤسسة التأكيد على أنها تدعم إرشادات منظمة الصحة العالمية ووكالة مواصفات ومعايير الأطعمة في بريطانيا وسلطات سلامة الأغذية الأوروبية والهيئات الطبية العالمية الأخرى، بأن على منتجي المواد الغذائية ومُعديها تقليل تقديم الدهون المتحولة للناس. ويُعتبر تدخل المؤسسة البريطانية هذه أحد المُؤشرات الإيجابية على أن كرة الجهود العالمية لمكافحة الدهون المتحولة واستهلاكها قد انتقلت من نطاق الهيئات الطبية العالمية إلى ملعب الهيئات الصناعية في أوساط إنتاج الأغذية وتسويقها. وهو ما أكدته المؤسسة بقولها إن ثمة مؤشرات واضحة للعيان أن الجهود في بريطانيا وغيرها من الدول الأوروبية قد استجابت بشكل إيجابي مع تلك النصائح والإرشادات الطبية المختلفة المصادر.
واستطردت المؤسسة في عرض جملة من التغيرات التي طالت تقليل الدهون المتحولة أو إزالتها تماماً في العديد من المنتجات الغذائية. وختمت نشرتها بالقول إن الرسالة هي أن ثمة تغيرات ملموسة تم القيام بها. لكن المزيد من الجهود العلمية والتطبيقية لا تزال تنتظر الإجراء في هذا المضمار.
والمعروف أن مؤسسة علوم وتقنيات الأغذية البريطانية هي هيئة علمية مستقلة عن أي نوع من الدعم سواء الحكومي أو التجاري أو غيرها من جهات التأثير.

### الولايات المتحدة
الولايات المتحدة تنضم إلى جوقة مُحاربي الدهون المتحولة أضرار الدهون المتحولة الواضحة للعيان والتي تحدثت الهيئات الطبية العالمية عنها لم تعد سراً. والجهود العامة، بالإضافة إلى الجهود الطبية، أخذت تشق طريقها في حماية أرواح الناس وصحتهم من آثار الدهون المتحولة المدمرة.
وبعد الجهود الناجحة لولاية نيويورك في ديسمبر 2007، يُحاول العديد من النافذين في ولاية متشجن عدم حرمان سكان الولاية من التمتع بصحة جيدة وتيسير سبل ذلك عبر إلزام المطاعم، في خطوة أولية، بإخبار الزبائن عن الأطعمة المُقدمة المحتوية على الدهون المتحولة. ومن ثم الوصول بحلول يوليو من عام 2008 إلى منع تقديمها تماماً. وهي محاولات يتنافس في تبنيها عدد من أعضاء مجلس الشيوخ في الولاية. وتأتي هذه الخطوة بعد البدء في 18 ولاية أميركية بجهود متفاوتة في سبيل الوصول إلى منعها تماماً. وهي جهود تشمل مثلاً عدم تقديمها في مطاعم المدارس للطلاب، وإخبار الزبائن في المطاعم العامة عن نسبة الدهون المتحولة فيما يُقدم لهم. هذا بالإضافة إلى أنه ثمة اليوم عشر ولايات أميركية قد رصدت بالفعل ميزانيات لتطبيق التخلص من تقديم الدهون المتحولة.
ويرى العديد من المصادر أن انتشار الدهون المتحولة، والذي تم من خلال تفشي استخدام الزيوت المهدرجة، حصل نتيجة الرغبة في إعداد أطعمة سريعة التناول لا تتطلب الشوكة أو الملعقة أو السكين لتناولها، وكذلك في إمكانية بقائها دون أن تفسد لبضعة أيام، كما في المقليات والمقرمشات، أو في إعداد حلويات مخبوزة قادرة على المحافظة على هيئة كاملة صلبة دون أن تذبل مثل الدونات والكيك والبسكويت وغيرها.
كما تتنافس شركات سلسلة المطاعم العالمية مثل ماكدولند وكنتاكي فرايد تشكن وتاكو بل ووينديز، وأخيراً سلسلة فنادق ماريوت مجارة الموجة الداعية للمحافظة على صحة الناس وتجنيبهم مخاطر تناول الدهون المتحولة. وبعضها أعلن عن إنتاج واستخدام زيوت قلي خالية من الدهون المتحولة. لكنها جهود كما تشير العديد من المصادر مقتصرة على الضغوط في الولايات المتحدة وكندا دون أن يشمل هذا الجهد في حماية الناس، مما أصبح حقيقة اليوم، في بقية مناطق العالم.
وبالرغم من اعتراف الرابطة القومية للمطاعم في الولايات المتحدة بوجوب التخلص من الدهون المتحولة، إلا أنها تقول إن ثمة أكثر من 380 ألف عضو في الرابطة من الصعب عليهم التخلي فوراً عن تقديم أطعمة محتوية على دهون متحولة. وهو ما أثار تعليقات من بعض المصادر الطبية حول منطقية سبب التأخير هذا بالمقارنة مع لو كانت الأطعمة المعنية تحتوي على ميكروبات مُؤذية للصحة.
وفي يوليو 2008 نجح آرنولد شواريزنجر حاكم ولاية كاليفورنيا في الحصول على الموافقة على استصدار قانون يتم من خلاله وقف استخدام الدهون التقابلية في المطاعم داخل الولاية بحلول 2010 وفي محلال التجزئة في 2011 على أن يتم إحلاله بنوعيات أخرى من الدهون الصناعية.

## هولندا

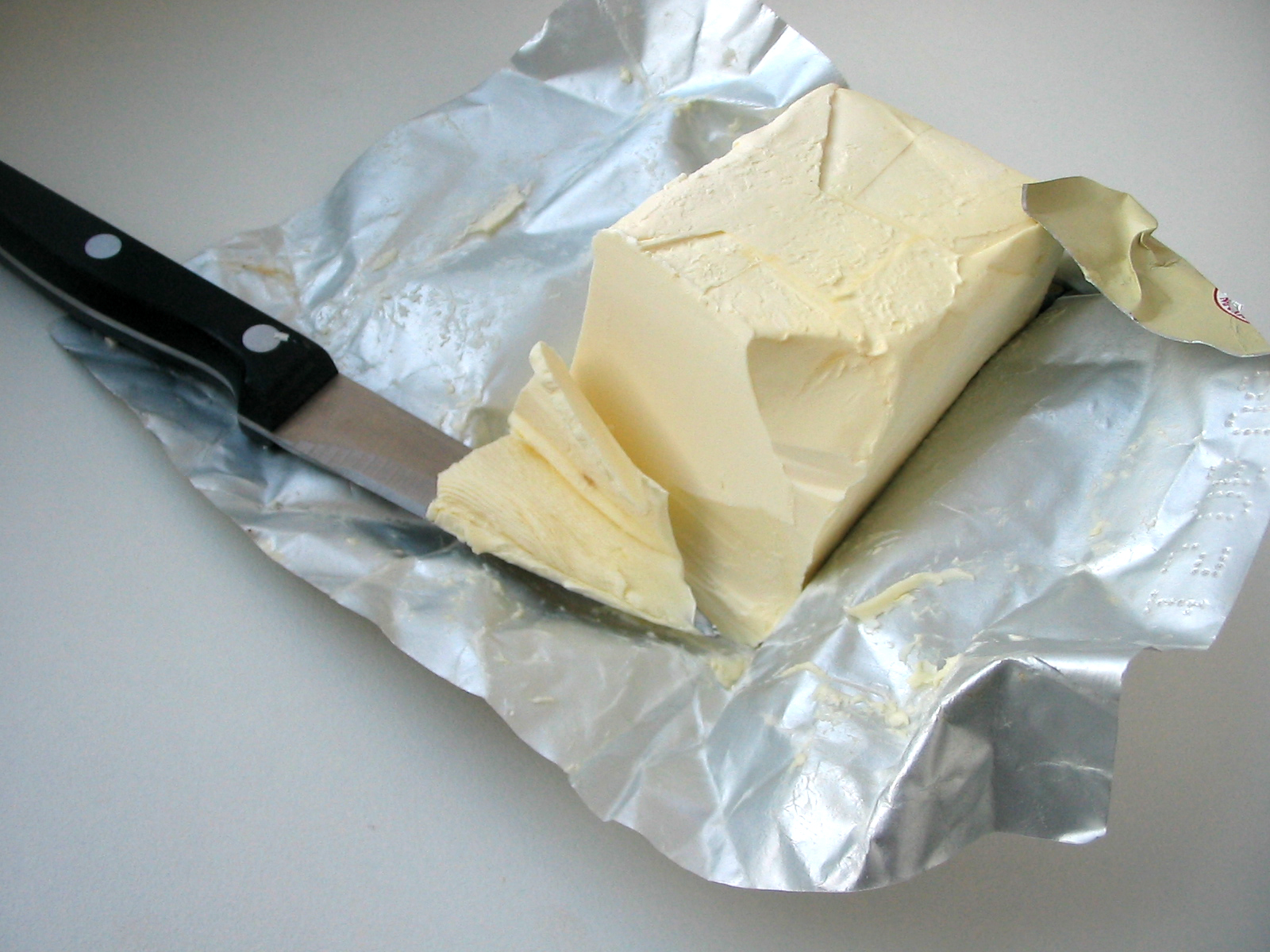
السمن

في هولندا حتى لم يكونوا في حاجة لإصدار قوانين. منتجو المواد الغذائية هناك، وباستعجال من الرأي العام، حققوا بانفسهم نجاحات جوهرية في تحديد الدهون المتحولة. الآن البطاطس المقلية في مطاعم الوجبات السريعة الموجودة في هولندا تحتوي على حوالي 4% من الدهون المتحولة، في الوقت الذي فيه هذه النسبة في المتوسط تساوي 21% من الدهون المتحولة في الولايات المتحدة الأمريكية. لكن حتى في الولايات المتحدة الأمريكية حلت اوقات عصيبة لمنتجي الدهون المتحولة، لان من 1 يناير من عام 2006 يجب أن يشار على علبة المنتج إلى كمية الدهون المتحولة التي يحتويها. عند الاخذ بعين الاعتبار ان كثيرا من المستهلكين قد سمعوا كثيرا عن ضرر الدهون المتحولة، فبالإمكان توقع انخفاض الطلب على المنتجات التي تحتوي على مثل هذه الدهون وكنتيجة لذلك تخفيض إنتاج واستعمال أنواع المارجارين (الزبد الصناعي).